# Gonomyia odontostyla
Gonomyia odontostyla är en tvåvingeart som beskrevs av Evgenyi Nikolayevich Savchenko 1972. Gonomyia odontostyla ingår i släktet Gonomyia och familjen småharkrankar. Inga underarter finns listade i Catalogue of Life.